# Fuerza ácida
La fuerza ácida es la tendencia de un ácido, simbolizada por la fórmula química {\displaystyle {\ce {HA}}}, a disociarse en un protón, {\displaystyle {\ce {H+}}} y un anión, {\displaystyle {\ce {A-}}}. La disociación de un ácido fuerte en solución es efectivamente completa, excepto en sus soluciones más concentradas.
{\displaystyle {\ce {HA -> H+ + A-}}}
Ejemplos de ácidos fuertes son el ácido clorhídrico {\displaystyle {\ce {(HCl)}}}, ácido perclórico {\displaystyle {\ce {(HClO4)}}}, ácido nítrico {\displaystyle {\ce {(HNO3)}}} y ácido sulfúrico {\displaystyle {\ce {(H2SO4)}}}.
Un ácido débil solo se disocia parcialmente, estando presentes tanto el ácido no disociado como sus productos de disociación, en solución, en equilibrio entre sí.
{\displaystyle {\ce {HA <=> H+ + A-}}}
El ácido acético ({\displaystyle {\ce {CH3COOH}}}) es un ejemplo de ácido débil. La fuerza de un ácido débil se cuantifica por su constante de disociación ácida, {\displaystyle \mathrm {p} K_{{\ce {a}}}}.
La fuerza de un ácido orgánico débil puede depender de los efectos de los sustituyentes. La fuerza de un ácido inorgánico depende del estado de oxidación del átomo al que se puede unir el protón. La fuerza ácida depende del solvente. Por ejemplo, el cloruro de hidrógeno es un ácido fuerte en solución acuosa, pero es un ácido débil cuando se disuelve en ácido acético glacial.

## Medidas de fuerza ácida
La medida habitual de la fuerza de un ácido es su constante de disociación ácida ({\displaystyle K_{{\ce {a}}}}), que puede determinarse experimentalmente mediante métodos de titulación. Los ácidos más fuertes tienen un mayor {\displaystyle K_{{\ce {a}}}} y una constante logarítmica más pequeña ({\displaystyle \mathrm {p} K_{{\ce {a}}}=-\log K_{\text{a}}}) que los ácidos más débiles. Cuanto más fuerte es un ácido, más fácilmente pierde un protón, {\displaystyle {\ce {H+}}}. Dos factores clave que contribuyen a la facilidad de la desprotonación son la polaridad del enlace  {\displaystyle {\ce {H-A}}}  y el tamaño del átomo A, que determinan la fuerza del enlace {\displaystyle {\ce {H-A}}}. Las concentraciones ácidas también dependen de la estabilidad de la base conjugada.
Mientras que la {\displaystyle \mathrm {p} K_{{\ce {a}}}} El valor mide la tendencia de un soluto ácido a transferir un protón a un solvente estándar (más comúnmente agua o DMSO), la tendencia de un solvente ácido a transferir un protón a un soluto de referencia (más comúnmente una base de anilina débil) se mide por su Función de acidez de Hammett, el valor {\displaystyle H_{0}}. Aunque estos dos conceptos de fuerza ácida a menudo equivalen a la misma tendencia general de una sustancia a donar un protón, los valores de {\displaystyle \mathrm {p} K_{{\ce {a}}}} y {\displaystyle H_{0}} son medidas de propiedades distintas y ocasionalmente pueden divergir. Por ejemplo, el fluoruro de hidrógeno, ya sea que esté disuelto en agua ({\displaystyle \mathrm {p} K_{{\ce {a}}}} = 3,2) o DMSO ({\displaystyle \mathrm {p} K_{{\ce {a}}}} = 15), tiene {\displaystyle \mathrm {p} K_{{\ce {a}}}} valores que indican que sufre una disociación incompleta en estos disolventes, lo que lo convierte en un ácido débil. Sin embargo, como medio ácido limpio y rigurosamente seco, el fluoruro de hidrógeno tiene y {\displaystyle H_{0}} valor de -15, lo que lo convierte en un medio de protonación más fuerte que el ácido sulfúrico al 100% y, por lo tanto, por definición, un superácido. (Para evitar ambigüedades, en el resto de este artículo, "ácido fuerte" se referirá, a menos que se indique lo contrario, a un ácido que es fuerte según se mide por su {\displaystyle \mathrm {p} K_{{\ce {a}}}} valor ({\displaystyle \mathrm {p} K_{{\ce {a}}}} <–1,74). Este uso es consistente con el lenguaje común de la mayoría de los químicos practicantes.)
Cuando el medio ácido en cuestión es una solución acuosa diluida, el {\displaystyle H_{0}} es aproximadamente igual al valor de pH, que es un logaritmo negativo de la concentración de {\displaystyle {\ce {H+}}} en solución acuosa. El pH de una solución simple de un ácido en agua está determinado por ambos {\displaystyle K_{{\ce {a}}}} y la concentración de ácido. Para soluciones ácidas débiles, depende del grado de disociación, que puede determinarse mediante un cálculo de equilibrio. Para soluciones concentradas de ácidos, especialmente ácidos fuertes para los cuales pH <0, el valor {\displaystyle H_{0}} es una mejor medida de la acidez que el pH.

## Ácidos fuertes

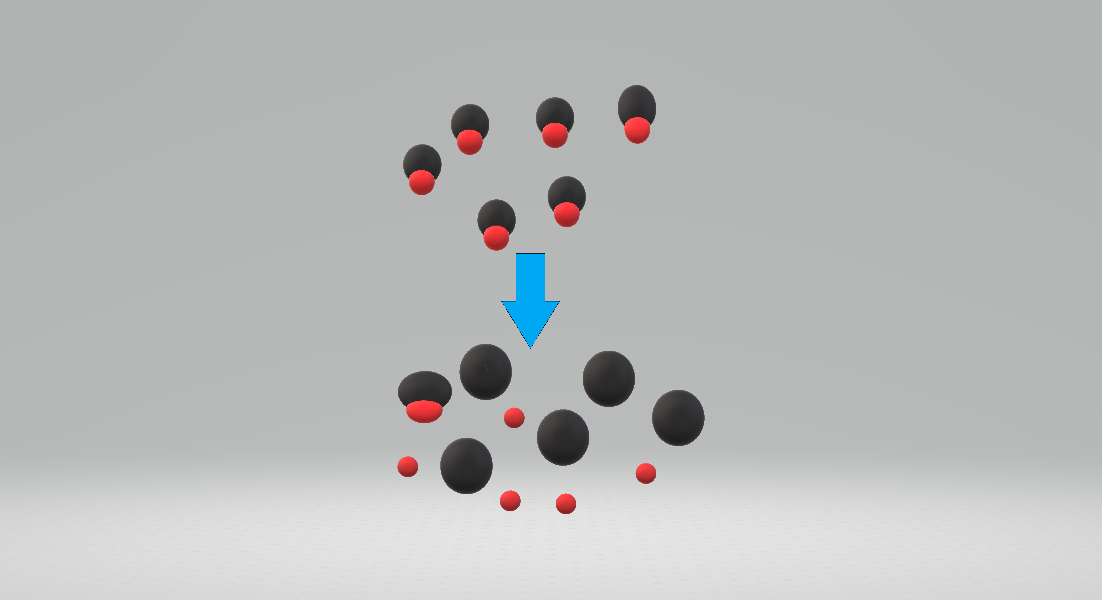
Imagen de un ácido fuerte que se disocia en su mayor parte. Los pequeños círculos rojos representan iones H^{+.}

Un ácido fuerte es un ácido que se disocia según la reacción.
{\displaystyle {\ce {HA + S <=> SH+ + A-}}}
donde S representa una molécula de disolvente, como una molécula de agua o DMSO, hasta tal punto que la concentración de las especies no disociadas {\displaystyle {\ce {HA}}} es demasiado bajo para ser medido. A efectos prácticos, se puede decir que un ácido fuerte está completamente disociado. Un ejemplo de ácido fuerte es el ácido clorhídrico.
{\displaystyle {\ce {HCl -> H+ + Cl-}}} (en solución acuosa)
Cualquier ácido con {\displaystyle \mathrm {p} K_{{\ce {a}}}} el valor que es menor que aproximadamente -2 se clasifica como un ácido fuerte. Esto se debe a la capacidad tampón muy alta de las soluciones con un valor de pH de 1 o menos y se conoce como efecto nivelador.
Los siguientes son ácidos fuertes en solución acuosa y dimetilsulfóxido. Los valores de {\displaystyle \mathrm {p} K_{{\ce {a}}}}, no se puede medir experimentalmente. Los valores de la siguiente tabla son valores promedio de hasta 8 cálculos teóricos diferentes.
| Ácido             | Fórmula   | en agua    | en DMSO    |
| ----------------- | --------- | ---------- | ---------- |
| Ácido clorhídrico | HCl       | -5.9 ± 0.4 | −2.0 ± 0.6 |
| Ácido bromhídrico | HBr       | -8.8 ± 0.8 | −6.8 ± 0.8 |
| Ácido yodhídrico  | HI        | -9.5 ± 1   | −10.9 ± 1  |
| Ácido tríflico    | H[CF3SO3] | −14 ± 2    | −14 ± 2    |
| Ácido perclórico  | H[ClO4]   | −15 ± 2    | −15 ± 2    |
Además, en agua
- Ácido nítrico {\displaystyle {\ce {HNO3}}} {\displaystyle \mathrm {p} K_{{\ce {a}}}} = -1,6[5]
- Ácido sulfúrico {\displaystyle {\ce {H2SO4}}} (primera disociación solamente, {\displaystyle \mathrm {p} K_{{\ce {a1}}}}≈ −3)[6]

Los siguientes pueden usarse como protonadores en química orgánica
- Ácido fluoroantimónico {\displaystyle {\ce {H[SbF6]}}}
- Ácido mágico {\displaystyle {\ce {H[FSO3SbF5]}}}
- Superácido carborano {\displaystyle {\ce {H[CHB11Cl11]}}}
- Ácido fluorosulfúrico {\displaystyle {\ce {H[FSO3]}}}({\displaystyle \mathrm {p} K_{{\ce {a}}}} = −6,4)[7]

Los ácidos sulfónicos, como el ácido p-toluenosulfónico (ácido tosílico) son una clase de oxiácidos orgánicos fuertes. Algunos ácidos sulfónicos se pueden aislar como sólidos. El poliestireno funcionalizado en poliestireno sulfonato es un ejemplo de una sustancia que es un ácido fuerte sólido.

## Ácidos débiles

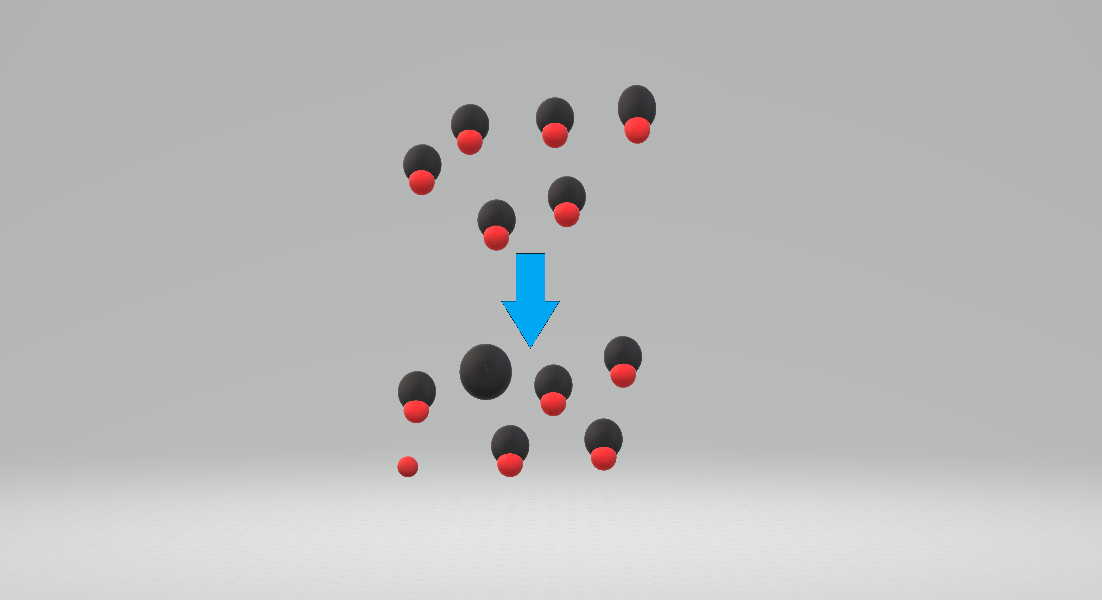
Imagen de un ácido débil que se disocia parcialmente

Un ácido débil es una sustancia que se disocia parcialmente cuando se disuelve en un solvente. En solución hay un equilibrio entre el ácido, {\displaystyle {\ce {HA}}} y los productos de la disociación.
{\displaystyle \mathrm {HA} \rightleftharpoons \mathrm {H^{+}+A^{-}} }
El disolvente (por ejemplo, agua) se omite de esta expresión cuando su concentración no cambia efectivamente por el proceso de disociación ácida. La fuerza de un ácido débil se puede cuantificar en términos de una constante de disociación, {\displaystyle K_{{\ce {a}}}}, definido como sigue, donde {\displaystyle {\ce {[H]}}} significa la concentración de un resto químico, X.
{\displaystyle K_{a}={\frac {[H^{+}][A^{-}]}{[HA]}}}
Cuando un valor numérico de {\displaystyle K_{{\ce {a}}}} se sabe que se puede utilizar para determinar el grado de disociación en una solución con una concentración determinada del ácido, {\displaystyle T_{H}}, aplicando la ley de conservación de la masa.
{\displaystyle {\begin{aligned}T_{H}&=[H]+[HA]\\&=[H]+[A][H]/K_{a}\\&=[H]+[H]^{2}/K_{a}\end{aligned}}}
donde {\displaystyle T_{H}} es el valor de la concentración analítica del ácido. Cuando todas las cantidades en esta ecuación se tratan como números, las cargas iónicas no se muestran y esto se convierte en una ecuación cuadrática en el valor del valor de concentración de iones de hidrógeno, {\displaystyle {\ce {[H]}}}.
{\displaystyle [H]^{2}/K_{a}+[H]-T_{H}=0}
Esta ecuación muestra que el pH de una solución de un ácido débil depende tanto de su valor {\displaystyle K_{{\ce {a}}}} y su concentración. Los ejemplos típicos de ácidos débiles incluyen ácido acético y ácido fosforoso. Un ácido como el ácido oxálico ({\displaystyle {\ce {HOOC-COOH}}}) se dice que es dibásico porque puede perder dos protones y reaccionar con dos moléculas de una base simple. El ácido fosfórico ({\displaystyle {\ce {H3PO4}}}) es tribásico.
Para un tratamiento más riguroso de la fuerza ácida, vea constante de disociación ácida. Esto incluye ácidos como el ácido succínico ácido dibásico, para los cuales no se puede utilizar el método simple de calcular el pH de una solución, que se muestra arriba.

### Determinación experimental
La determinación experimental del valor de un {\displaystyle \mathrm {p} K_{{\ce {a}}}} se realiza comúnmente mediante una titulación. Un procedimiento típico sería el siguiente. Se agrega una cantidad de ácido fuerte a una solución que contiene el ácido o una sal del ácido, hasta el punto en que el compuesto está completamente protonado. Luego, la solución se titula con una base fuerte.
{\displaystyle {\ce {HA + OH- -> A- + H2O}}}
hasta que solo las especies desprotonadas, {\displaystyle {\ce {A-}}}, permanece en solución. En cada punto de la titulación se mide el pH usando un electrodo de vidrio y un medidor de pH. La constante de equilibrio se encuentra ajustando los valores de pH calculados a los valores observados, utilizando el método de mínimos cuadrados.

### Par conjugado ácido/base
A veces se dice que "el conjugado de un ácido débil es una base fuerte". Tal afirmación es incorrecta. Por ejemplo, el ácido acético es un ácido débil que tiene un {\displaystyle K_{{\ce {a}}}} = 1,75 x 10 −5 . Su base conjugada es el ion acetato con Kb = 10 −14 /Ka = 5.7 x 10 −10 (de la relación Ka × Kb = 10 −14), que ciertamente no corresponde a una base fuerte. El conjugado de un ácido débil suele ser una base débil y viceversa.

## Ácidos en disolventes no acuosos
La fuerza de un ácido varía de un solvente a otro. Un ácido que es fuerte en agua puede ser débil en un solvente menos básico, y un ácido que es débil en agua puede ser fuerte en un solvente más básico. Según la teoría ácido-base de Brønsted-Lowry, el disolvente S puede aceptar un protón.
{\displaystyle {\ce {HA + S<=> A- + HS+}}}
Por ejemplo, el ácido clorhídrico es un ácido débil en solución en ácido acético puro, {\displaystyle {\ce {HO2CCH3}}} , que es más ácida que el agua.
{\displaystyle {\ce {HO2CCH3 + HCl <=> (HO)2CCH3+ + Cl-}}}
El grado de ionización de los ácidos hidrohálicos disminuye en el orden {\displaystyle {\ce {HI > HBr > HCl}}}. Se dice que el ácido acético es un disolvente diferenciador de los tres ácidos, mientras que el agua no lo es.
Un ejemplo importante de un disolvente que es más básico que el agua es el dimetilsulfóxido, DMSO, {\displaystyle {\ce {(CH3)2SO}}} . Un compuesto que es un ácido débil en agua puede convertirse en un ácido fuerte en DMSO. El ácido acético es un ejemplo de tal sustancia. Una extensa bibliografía de {\displaystyle \mathrm {p} K_{{\ce {a}}}} Los valores en solución en DMSO y otros solventes se pueden encontrar en Acidez – Datos de basicidad en solventes no acuosos.
Los superácidos son ácidos fuertes incluso en disolventes de baja constante dieléctrica. Ejemplos de superácidos son el ácido fluoroantimónico y el ácido mágico. Algunos superácidos pueden cristalizarse. También pueden estabilizar cuantitativamente los carbocationes.
Los ácidos de Lewis que reaccionan con las bases de Lewis en fase gaseosa y los disolventes no acuosos se han clasificado en el modelo ECW y se ha demostrado que no existe un orden único de concentraciones de ácido. La fuerza de aceptor relativa de los ácidos de Lewis hacia una serie de bases, frente a otros ácidos de Lewis, puede ilustrarse mediante gráficos CB. Se ha demostrado que para definir el orden de concentración del ácido de Lewis deben considerarse al menos dos propiedades. Para la teoría HSAB cualitativa, las dos propiedades son dureza y resistencia, mientras que para el modelo ECW cuantitativo las dos propiedades son electrostáticas y covalentes.

## Factores que determinan la fuerza del ácido

### El efecto inductivo
En los ácidos carboxílicos orgánicos, un sustituyente electronegativo puede extraer la densidad de electrones de un enlace ácido a través del efecto inductivo, lo que da como resultado una menor {\displaystyle \mathrm {p} K_{{\ce {a}}}}. El efecto disminuye cuanto más se aleja el elemento electronegativo del grupo carboxilato, como se ilustra en la siguiente serie de ácidos butanoicos halogenados.
| Estructura | Nombre                 | pKa  |
| ---------- | ---------------------- | ---- |
|            | Ácido 2-clorobutanoico | 2,86 |
|            | Ácido 3-clorobutanoico | 4.0  |
|            | Ácido 4-clorobutanoico | 4.5  |
|            | ácido butanoico        | 4.5  |

### Efecto del estado de oxidación
En un conjunto de oxoácidos de un elemento, {\displaystyle \mathrm {p} K_{{\ce {a}}}} los valores disminuyen con el estado de oxidación del elemento. Los oxoácidos del cloro ilustran esta tendencia.
| Estructura | Nombre            | Estado de oxidación | pKa  |
| ---------- | ----------------- | ------------------- | ---- |
|            | ácido perclórico  | 7                   | -8 † |
|            | ácido clorhídrico | 5                   | -1   |
|            | ácido cloroso     | 3                   | 2.0  |
|            | ácido hipocloroso | 1                   | 7.53 |

† teórico